# دان جونسون (سياسي)
دان جونسون (بالإنجليزية: Dan Johnson) هو قس وسياسي أمريكي، ولد في 18 أكتوبر 1960 بباستروب في الولايات المتحدة، وتوفي في 13 ديسمبر 2017 في نفس البلد. حزبياً، نشط في الحزب الجمهوري.